# Andrzej Abrek starszy

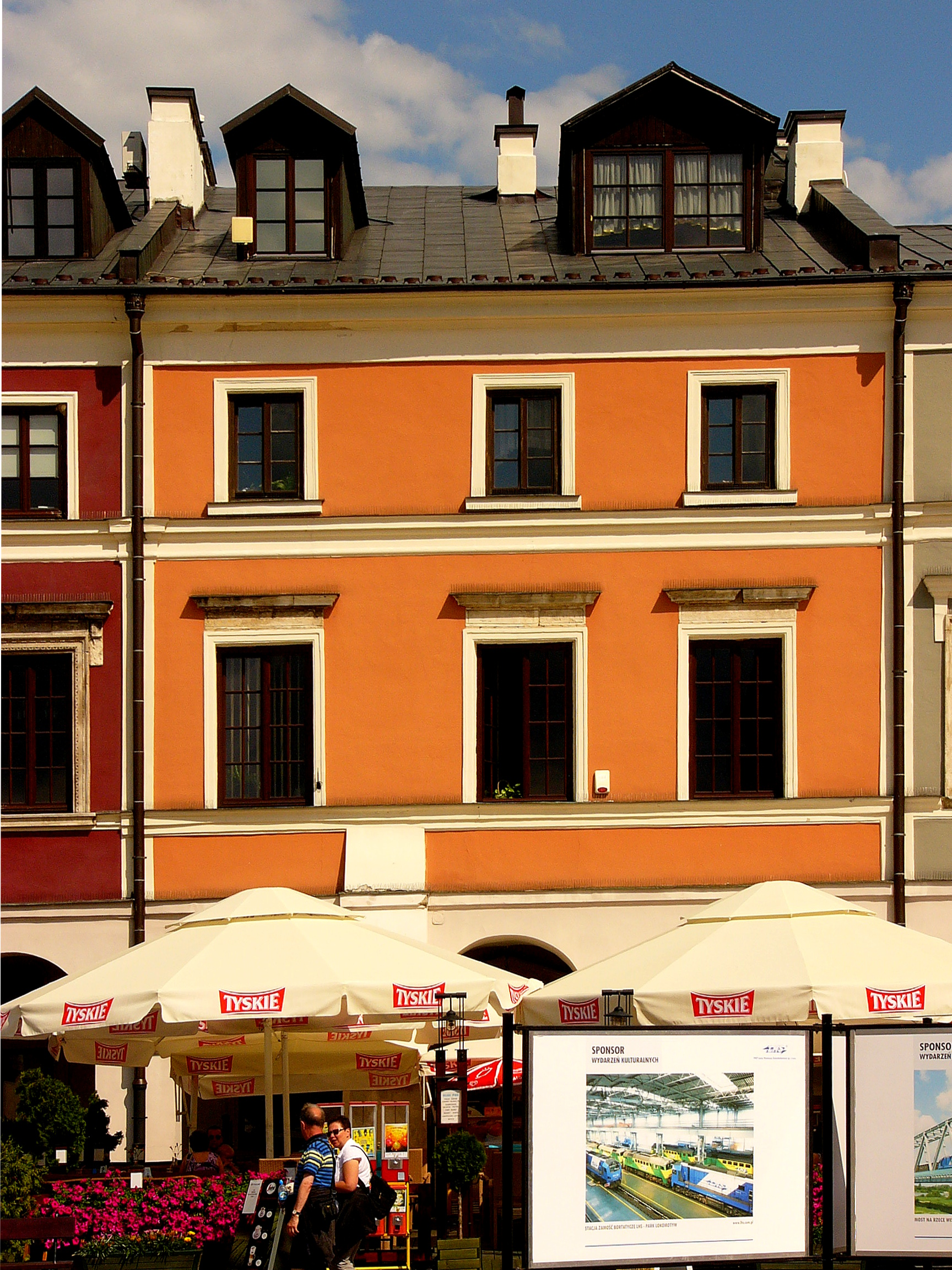
Kamienica „Abrekowska”, wschodnia pierzeja Rynku Wielkiego w Zamościu

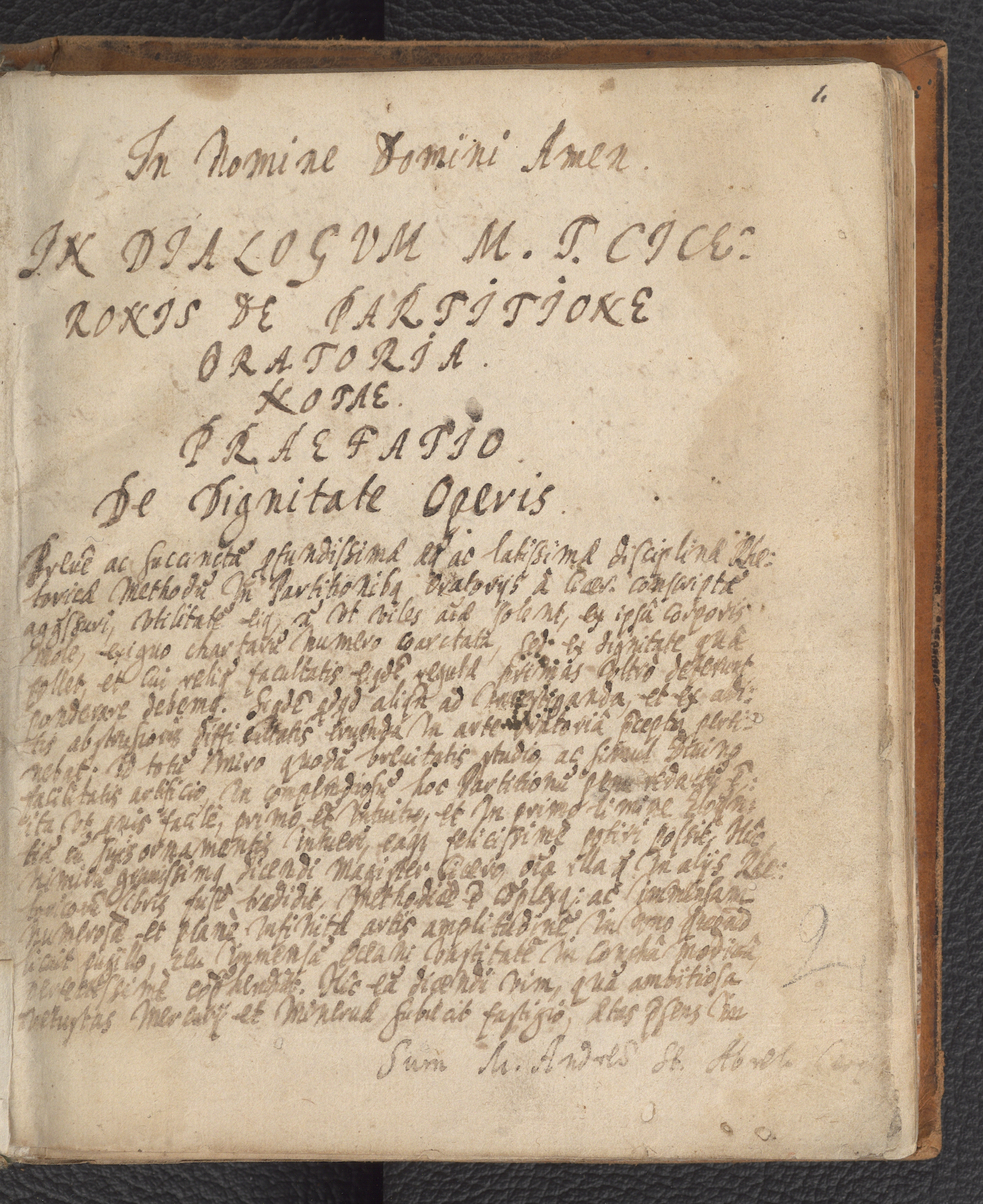
Rękopis Andrzeja Abreka (In dialogum M.T. Ciceronis de partitione oratoria notae, około 1630–1634)

Andrzej Abrek (łac. Andreas Abrek; zmarł 19 lutego 1656 w Zamościu) – polski doktor filozofii i obojga praw, przez dłuższy czas był rektorem Akademii Zamojskiej.

## Życiorys
Andrzej Abrek wykładał w Akademii Krakowsiej, skąd został w 1629 zaproszony przesz Tomasza Zamoyskiego do Akademii Zamojskiej, aby tam uczyć retoryki. Tę funkcję pełni do 1640. Później był profesorem filozofii. Ponadto, był kilka razy wybrany rektorem i członkiem rady miejskiej w Zamościu.
Napisał kilka tekstów panegirycznych w języku łacińskim.

## Życie prywatne
Andrzej Abrek ożenił się z Dorotą pochodzącą ze szkockiej rodziny. Z nią miał dwóch synów, Jana i Andrzeja, również profesorów akademii Zamojskiej.

## Dzieła
- Applausus spectatissimae virtuti et eruditioni Sebastiani Dobraszowski, Martini Bielec, Andreae Szamocki, Michaelis Grazilewicz, ..., 1638
- Civitas Dei manentis cum hominibus postridie dedicationis Basilicae Collegiatae Zamoscen. ..., 1638
- Epicrotesis illustri et admodum reverendo Dno D. Joanni Sasin canonico, ..., 1638
- Pietas Academiae Zamosciensis, erga illustriss. Patronoum Thomam Zamojski, ..., 1638[1]
- Panegyricus funebris aeternae memoriae Ill. D. Thomae in Zamoscie Zamoyski ..., 1638
- Echo chartium academicarum immortalis memoriae heroibus Joanni et Thomae Zamoscensem ..., 1639
- Virtuti et honori magnifici et excellentissimi domini D. Martini Foltinowicz, ..., 1639[2]
- Fasces nuptiales in augusto novorum conjugum hymeneo Illstr. Principis ac D. D. Hieremiae Michaelis Korybutti Ducis in Wiśniowiec, ..., 1639
- Ramus lauri eximiae indolis adolescentibus Joanni Grzybowski, Matthiae Zarębae, Gregorio Brzozowicki, ..., 1639
- Lyra Apollinis virtuti, eruditioni honori venerabilium quattuor virorum Stanislai Tuszycki, Joannis Bitomski, Matthiae Prohniewicz, Michaelis Grazilewicz, 1640
- Mulier spaiens Illustr. Catharina Zamoscia, ..., 1642[3]
- Phoebus post nubila auspicatissimo hymenaeo illustr. D. Alexandri a Koniecpole Koniecpolski Regni Poloniae vexiliferi, ..., 1642[4]
- Epicedion in obitum perillustr. et reverendiss. DD. Joann. Abrah. Sladkowski Dei et Apost. Sedis gratia Episcop. Citrensis, ..., 1643
- Mulier virtutis, Illustr. Catharina Zamoscia, ..., 1643
- Luctus academiae Zamoscensis, ex obitu illustr. heroinae Catharinae Zamosciae, ..., 1643[5]
- Apollo laurifer virtuti et eruditioni venerabilium Dominorum Sebastiani Doraszowski, Alexandri Zychowki, Jacobi Lang, ..., 1644
- Clavis honorum virtus et labor, quibus, sublimis in ecclesia collegiata et inclyta Academia Zamoscense scholastici muneris dignitas ..., 1644[6]
- Laurea juris utriusque admodum Reverendo et clarissimo viro Joanni Terszowski praeposito Brodensi, ..., 1644
- Templum laboris et honoris venerabilibus D. Sebestiano Dobraszewski, Alexandro Zychowski, Jacob Lang, ..., 1644
- X Octobris Anni MDCXXI, ..., 1644
- Quaestio de sponsalibus et matrimonio, ab Ill. et adm. R. D. Benedicto Żelechowski J. U. doctore, ..., 1644
- Palaestra intelligendi et agendi, ..., 1646
- Polymnia, 1646
- Phoebus in Lechico Trione post solstitium hiemale ascendes lauros virentes in laureato inclytae Acad. Zamoscen. reproducens, 1647
- Vir dolorum Christus anniversaria, credelissimae mortis suae die, 1649
- Nave Christi. Una, sancta, catholica, apostolica ecclesia, ..., 1650[7]
- Laurea artium et philosophiae prima, ..., 1653
- Pilawa familiae Potocciorum tessera ..., 1655